# Halothamnus bottae
Halothamnus bottae är en amarantväxtart som beskrevs av Hippolyte François Jaubert och Édouard Spach. Halothamnus bottae ingår i släktet Halothamnus och familjen amarantväxter. Inga underarter finns listade i Catalogue of Life.

## Bildgalleri

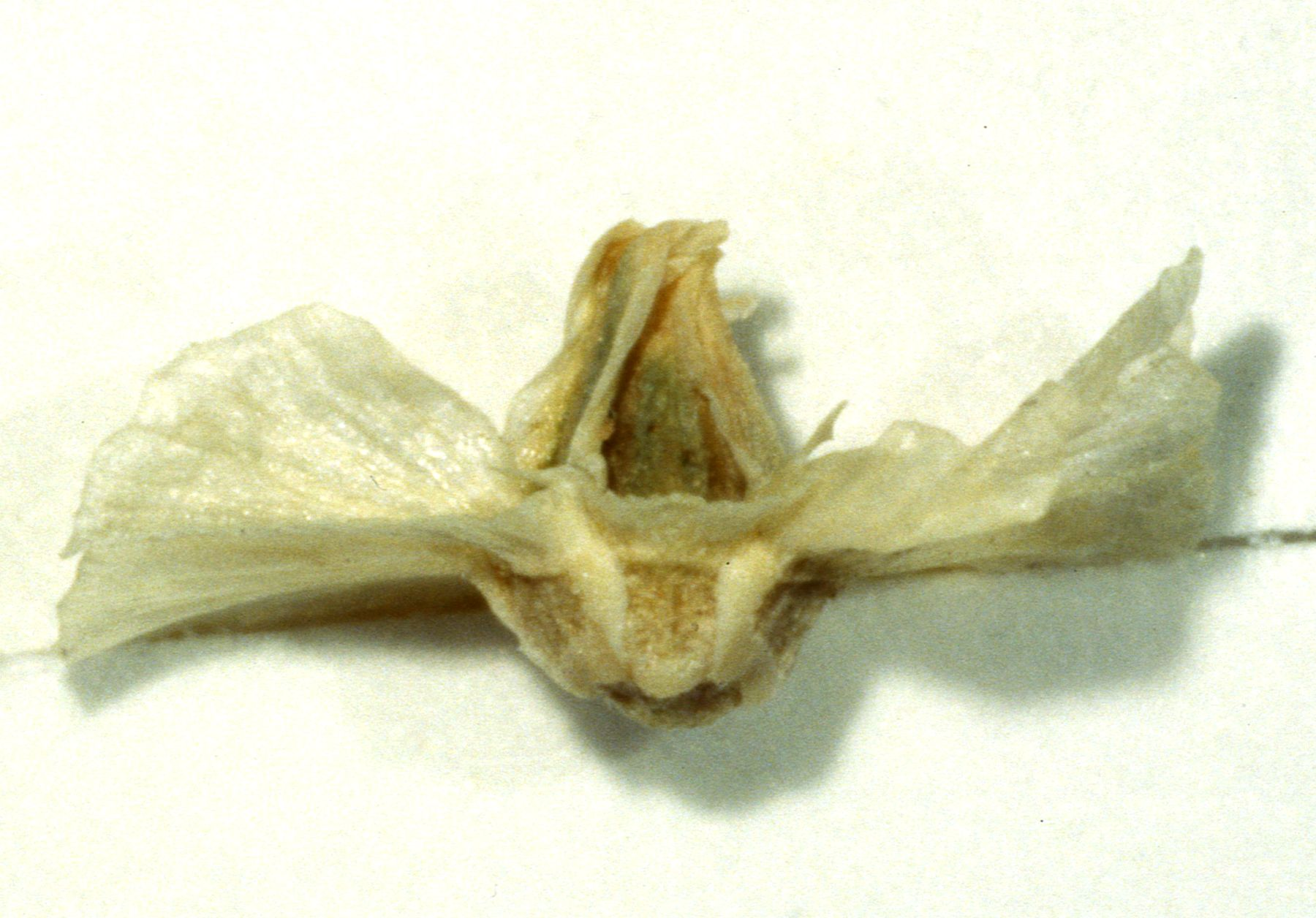
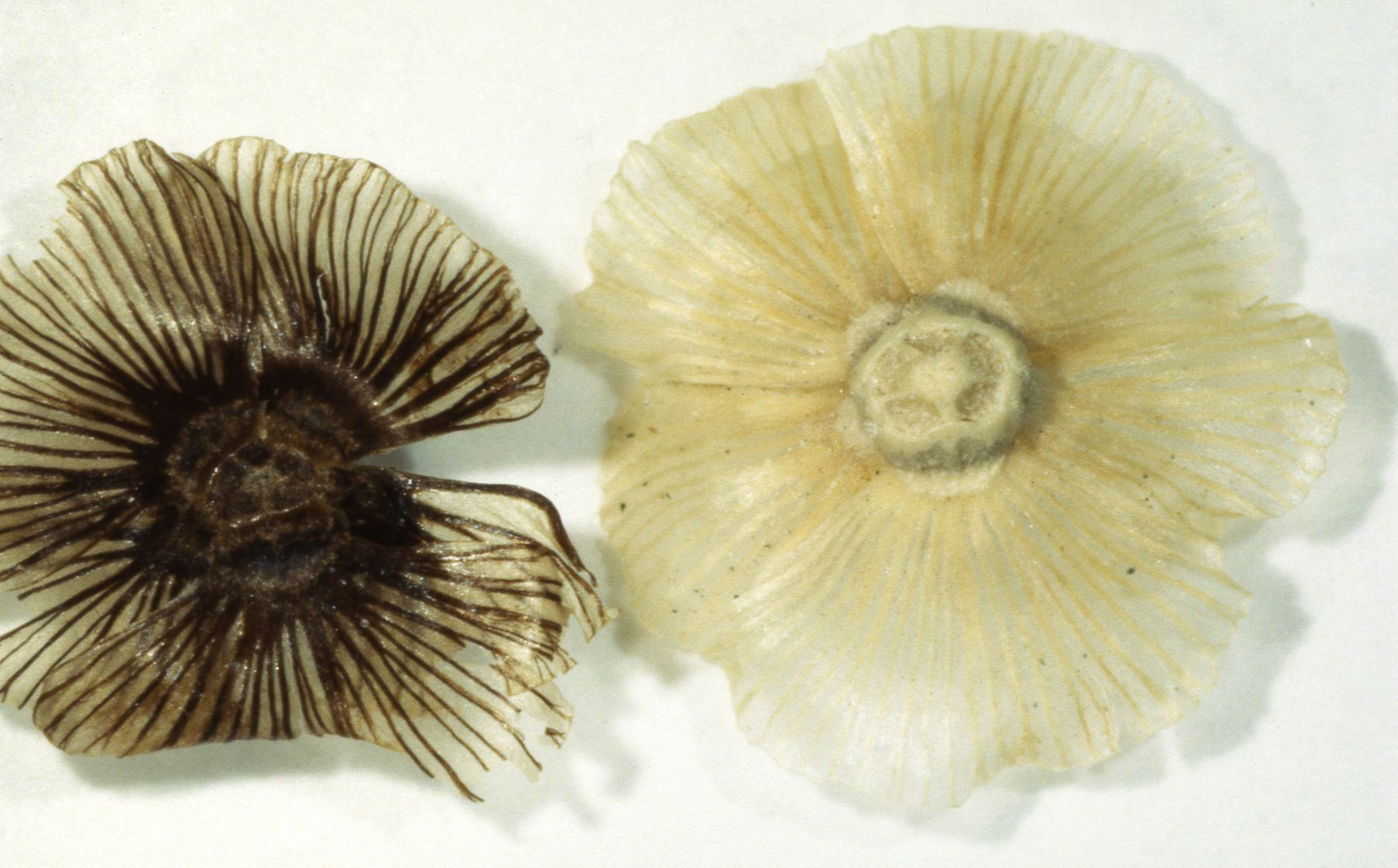
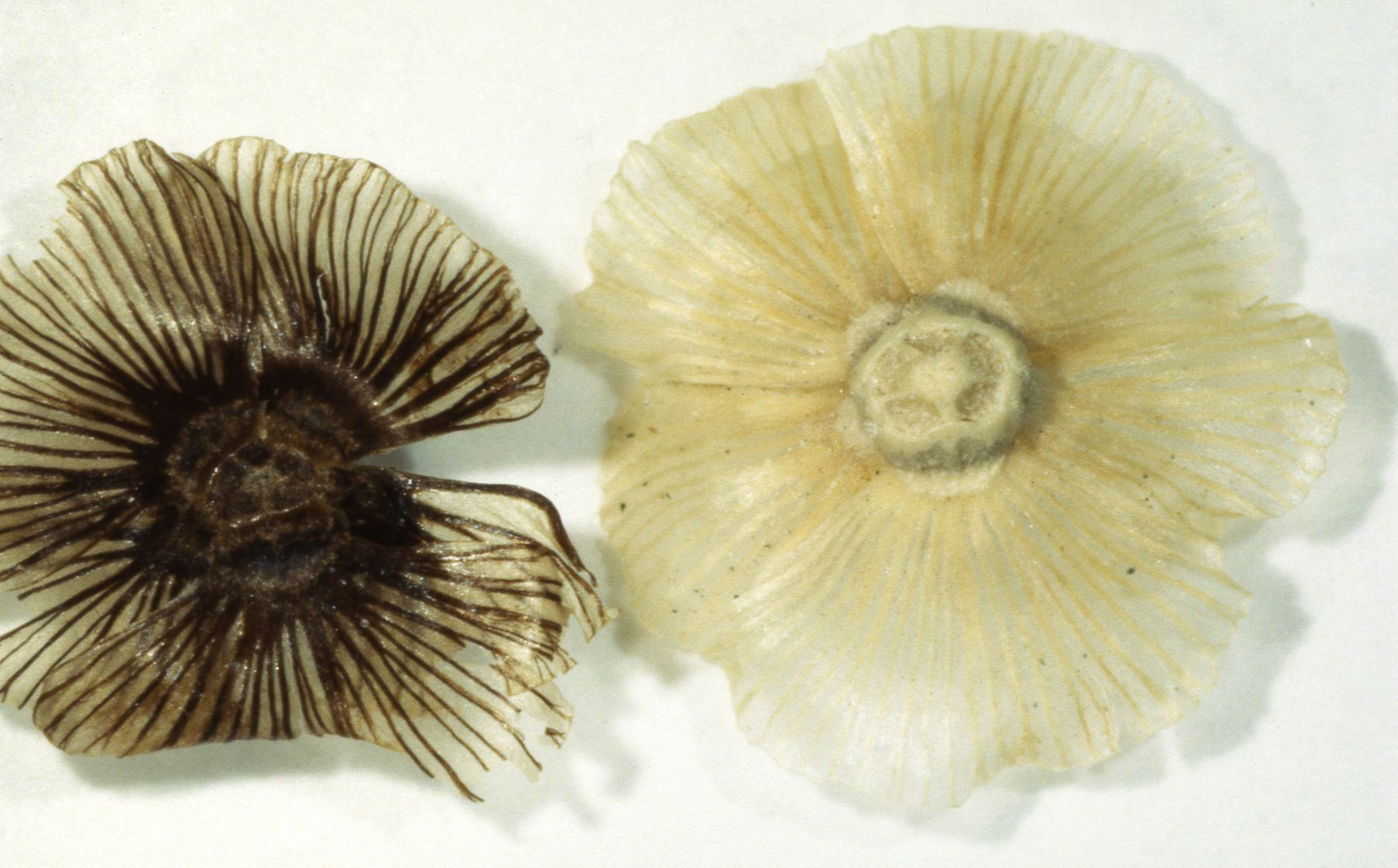